# Tomopteris ligulata
Tomopteris ligulata är en ringmaskart som beskrevs av Karel Rosa 1908. Tomopteris ligulata ingår i släktet Tomopteris och familjen Tomopteridae. Arten har ej påträffats i Sverige. Inga underarter finns listade i Catalogue of Life.